# Волнения в Иране (2011)
Волнения в Иране начались 14 февраля 2011 года как продолжение акций протеста после выборов в июне 2009 года, на которых победил действующий президент Махмуд Ахмадинежад.
На активность иранской оппозиции повлияли успехи революций в Египте и Тунисе. Протестующие выступали против президента и аятоллы Али Хаменеи.
Во главе оппозиции стоял бывший премьер-министр и кандидат в президенты Мир-Хосейн Мусави.
В результате столкновений демонстрантов с отрядами басидж 2 человека погибли, десятки раненых.
В феврале 2011 года Agence France-Presse сообщило о том, что Госдепартамент США завёл на твиттер микроблог на языке фарси, в котором содержатся обвинения в адрес иранских властей в лицемерии, поскольку, поддержав аналогичные выступления в Египте, протесты в своей стране они подавляют. Одним из первых подписчиков на этот блог стал президент Ирана Махмуд Ахмадинежад.